# Ordre du Mérite civil (Syrie)
L'ordre du Mérite civil est une distinction syrienne attribuée aux personnels civils lors d'un service pour l'État ou pour la cause arabe. Elle a été créée le 25 juin 1953 par le gouvernement militaire d'Adib Shishakli et comporte cinq classes.
Cette décoration reprend le ruban et l'aspect général de l'insigne de l'ordre du Mérite Syrien, créé le 10 avril 1926 par la commission française en Syrie et qui a été dissous de facto lors de l'indépendance de la Syrie le 17 avril 1946. Seule modification, l'étoile à six branches de l'ancien ordre a été remplacée par une étoile à cinq branches.